# Coal River (Tasmansee)
Der Coal River ist ein Fluss im Südwesten der Südinsel Neuseelands und Teil des Fiordland-Nationalparks.

## Geographie
Seine Quellflüsse entspringen an der Südflanke des 1156 m hohen Stephens Peak. Er durchfließt in kurzer Folge drei Seen, den Lake Paradise, den Lake Swan und den Lake Beattie, bevor er nach etwa 14 km in die Tasmansee mündet. Die Bucht liegt zwischen dem Te Rā / Dagg Sound im Norden und dem Te Puaitaha / Breaksea Sound im Süden.

## Geschichte
Bei den Māori trägt der Fluss den Namen Waimaku, was wortwörtlich „schwarzes Wasser“ bedeutet. Die frühen Siedler übernahmen die Farbreferenz für den heutigen Namen.